# Parlement(s) : revue d'histoire politique
Parlement[s], revue d'histoire politique est une revue créée en 2003 par l’équipe du Comité d'histoire parlementaire et politique (CHPP).
Créée sous le titre Parlement(s) : histoire et politique, la revue change de sous-titre en 2007 pour affirmer sa vocation à couvrir tous les domaines de l’histoire politique, sous la plume de contributeurs confirmés ou doctorants. Elle se consacre à l’histoire politique moderne et contemporaine en général, sans s’interdire des incursions dans l’Antiquité et le Moyen Âge, et aux études parlementaires en particulier. Outre des historiens, la revue réunit politistes, juristes, historiens du droit, civilisationnistes, littéraires, linguistes, etc. 
Les trois volumes annuels contiennent un dossier thématique – une rubrique « Recherche », composée d’articles originaux, et une rubrique « Sources », réunissant des commentaires de documents de nature variée – et une rubrique « Lectures » rendant compte d’ouvrages récents. Deux numéros contiennent des varia, alors que le hors-série annuel est entièrement consacré au même thème, « Lectures » incluses.
Parlement(s) est une revue à comité de lecture publiée par le Comité d'histoire parlementaire et politique aux Presses universitaires de Rennes et soutenue par POLEN (EA 4710, Université d'Orléans).

## Rédaction
Le secrétariat de rédaction est composé de :
- Direction de la publication : Pierre Allorant
- Rédactrice en chef : Noëlline Castagnez
- Rédacteur en chef adjoint : Alexandre Borrell
- Secrétaire de rédaction : Anne-Laure Ollivier
- Secrétaires de rédaction adjoints : Jérémy Guedj et Maxime Launay

- Responsable de la rubrique [Varia] : Adeline Blaszkiewicz-Maison
- Responsable de la rubrique [Lectures] : David Bellamy

Le comité de rédaction est composé de :
- Éric Anceau, Frédéric Attal, David Bellamy, Christophe Bellon, Adeline Blaszkiewicz-Maison, Judith Bonnin, Alexandre Borrell, Noëlline Castagnez, Anne de Mathan, Ismaïl Ferhat, Jean Garrigues, Jérémy Guedj, Sabine Jansen, Maxime Launay, Corinne Legoy, Charles-François Mathis, Sophie Monzikoff-Markoff, Alexandre Niess, Anne-Laure Ollivier, Nicolas Patin, Jérome Pozzi, Gaël Rideau, Olivier Tort et Matthieu Trouvé.

## Comité scientifique
Le comité scientifique est composé de chercheurs français : Sylvie Aprile, Jean-Jacques Becker †, Bruno Benoit, Mathias Bernard, Serge Berstein, Fabienne Bock †, Jacques-Olivier Boudon, Philippe Boutry, Catherine Brice, Patrick Cabanel, Jean-Claude Caron, Dominique Chagnollaud, Jean-Pierre Chaline, Olivier Chaline, Olivier Dard, Alain Delcamp, Olivier Forcade, Jean El Gammal, Bernard Gaudillère, Jérôme Grévy, Sylvie Guillaume, Jean-Marc Guislin, Jean-Noël Jeanneney, Bertrand Joly, Bernard Lachaise, Marc Lazar, Gilles Le Béguec †, Jean-Pierre Machelon, Christine Manigand, Didier Maus, Jean-Marie Mayeur †, Pascal Perrineau, Gilles Richard, Jean-Pierre Rioux, Nicolas Roussellier, Jean Ruhlmann, Ralph Schor, Jean-François Sirinelli, Maurice Vaïsse, Jean Vavasseur-Desperriers, Éric Vial, Jean Vigreux, Olivier Wieviorka, Michel Winock
et de correspondants étrangers :
Joseba Aguirreazkuenaga (Bilbao), Marc Angenot (Montréal), Constantin Buse (Bucarest), Maria Sofia Corciulo (Rome), Sandro Guerrieri (Rome), Sudhir Hazareesingh (Oxford), Rainer Hudemann (Sarrebruck), Peter McPhee (Melbourne), Horst Möller (Munich), Philip Nord (Princeton), Gaetano Quagliariello (Rome), John Rogister (Durham), Maurizio Ridolfi (Viterbe), Paul Seaward (Londres), Paul Smith (Nottingham), Henk Te Velde (Leiden), Robert Tombs (Cambridge)

## Source
Cet article est partiellement issu du site CHPP, le texte ayant été placé par l’auteur ou le responsable de publication sous la licence de documentation libre GNU ou une licence compatible.